# Antoine Henri Becquerel
Antoine-Henri Becquerel (Paris, 15 de dezembro de 1852 — Le Croisic, 25 de agosto de 1908) foi um físico francês. Becquerel foi o responsável pelos estudos que levaram à descoberta do fenômeno da radioatividade. Era filho de Alexandre-Edmond Becquerel.

## Biografia
Estudou na École Polytechnique e era "engenheiro de pontes e calçadas". Ensinou física na École Polytechnique e no Museu Nacional de História Natural. Continuou os trabalhos dos seus pai e avô, descobrindo em 1896 a radioactividade dos sais de urânio. Esta descoberta fundamental valeu-lhe a atribuição do Nobel de Física em 1903, juntamente com o casal Pierre Curie e Marie Curie. Foi membro da Academia das Ciências da França.
Seu pai, Alexandre Becquerel estudou a luz e a fosforescência, inventando a fosforoscopia.
Seu avô, Antoine César Becquerel, foi um dos fundadores da eletroquímica.
Em 1895 descobriu acidentalmente uma nova propriedade da matéria que, posteriormente, denominou de radioatividade. Ao colocar sais de urânio sobre uma placa fotográfica em local escuro, verificou que a placa enegrecia. Os sais de urânio emitiam uma radiação capaz de atravessar papéis negros e outras substâncias opacas a luz. Estes raios foram denominados, a princípio, de Raios B em sua homenagem.
Além disso realizou pesquisas sobre fosforescência, espectroscopia e absorção da luz.
Entre suas obras destacam-se:
- Investigação sobre a fosforescência (1882-1897);
- Descobrimento da radiação invisível emitida pelo urânio (1896-1897).

## Contribuições científicas
Os primeiros trabalhos de Becquerel foram realizados com base nos estudos de polarização de plano de luzes, com o fenômeno da fosforescência e com a absorção de luz por cristais e também o magnetismo terrestre. Após o descobrimento do raio X por Wilhelm Conrad Röntgen, Antoine foi levado a estudar o fenômeno com sais de urânio e a forma como eles são afetados pela luz. Por acidente, Henri descobriu que os raios urânicos emitidos eram capazes de penetrar e imprimir imagens em chapas fotográficas. Mais estudos mostraram que isso não vinha do recém-descoberto raio X e sim de uma outra radiação, tinha ele descoberto um novo fenômeno: a radioatividade natural ou espontânea, conhecida atualmente como Radiação gama (ɤ).
Henri fez diversos estudos para investigar se uma substância fluorescente poderia emitir raios X quando era submetida à luz do sol. Ele expôs ao sol uma chapa fotográfica coberta com papel opaco e pedras de sais de urânio, após um determinado tempo foi constatado que a chapa foi manchada pelos sais. Concluiu-se que a radiação não propagava pelo efeito da luz do Sol, mas por alguma propriedade dos sais utilizados no experimento, no caso, sais de Urânio.  Becquerel interpretou esse fenômeno em termos de uma fosforescência invisível do Urânio.
Graças a essa realização, Becquerel ganhou o Prêmio Nobel de Física em 1903, junto com Pierre Curie e Marie Curie, para o seu estudo da radiação. E hoje tem seu nome como unidade padrão do Sistema Internacional de Unidades para a Atividade de Radiação: o Becquerel (Bq), que representa um decaimento do núcleo por segundo.

## Contribuições de Becquerel para a Física do Corpo Humano
Mas suas descobertas resultaram muito além daquele momento, com ela foi-se capaz de desenvolver diversos estudos, que futuramente possibilitaram grandes avanços na área médica, pois assim tornou-se possível tratar e identificar com maior precisão lesões no corpo (uma vez que com tais tecnologias pode-se ver por dentro da pele e musculatura) e certas doenças através de imagens médicas e também variados tratamentos radioterápicos.